# Dichomeris microdoxa
Dichomeris microdoxa är en fjärilsart som beskrevs av Edward Meyrick 1934. Dichomeris microdoxa ingår i släktet Dichomeris och familjen stävmalar. Inga underarter finns listade i Catalogue of Life.